# Ya Hozna (album)
Ya Hozna – debiutancki album zespołu Ya Hozna, wydany w 1990 roku, nakładem wytwórni Pronit. Autorem muzyki i tekstów jest Sławomir Wolski.

## Spis utworów
Źródło:.
Strona A
1. „Jaho zna” – 4:25
2. „Babę zesłał Bóg” – 3:07
3. „Tortury” – 3:25
4. „Top” – 4:08
5. „Samolot rozbił się przed startem” – 2:17
6. „Makijaż twarzy” – 3:40

Strona B
1. „Kochaj mnie jak wariat” – 4:25
2. „Prinsówna” – 4:16
3. „Hiszpańskie dzwonki” – 3:47
4. „Protest dance” – 3:55
5. „Ob. Ereck” – 4:20

## Twórcy
Źródło:.
Muzycy
- Renata Przemyk – śpiew
- Sławomir Wolski – akordeon
- Jarosław Woszczyna – saksofon
- Jacek Ograbek – kontrabas

Personel
- Piotr Brzeziński – realizacja dźwięku
- Tomasz Bałuk – projekt graficzny

## Wydania
- LP Pronit, PLP 0115 (1990)[2]
- CD AIA, AIA 001 (1991)[3]
- CD MJM Music PL, MJM CD 425 (1995)[4]
- MC MJM Music PL, MJM 425 M (1995)[5]
- CD Columbia, COL 489260.2 (1996)[6]
- CD Universal, 987 055 7 (2005)[7]
- DG CD MJM Music PL, MJM 5225D (2011)[8]
- LP MJM Music PL, MJM 88985324231 (2016)[9]
- LP MJM Music PL, MJM 88985324241 (2016) limited[10]